# Klakar Donji
Klakar Donji är ett samhälle i Bosnien och Hercegovina.   Det ligger i entiteten Republika Srpska, i den norra delen av landet, 140 km norr om huvudstaden Sarajevo. Klakar Donji ligger 145 meter över havet och antalet invånare är 448.
Terrängen runt Klakar Donji är lite kuperad.Närmaste större samhälle är Odžak, 15,7 km öster om Klakar Donji. 
Omgivningarna runt Klakar Donji är en mosaik av jordbruksmark och naturlig växtlighet. Runt Klakar Donji är det ganska tätbefolkat, med 72 invånare per kvadratkilometer.